# 근로복지공단
근로복지공단(勤勞福祉公團, Korea Workers' Compensation and Welfare Service)은 고용노동부 산하 기금관리형 준정부기관이다. 산업재해보상보험법에 따른 산재보험사업, 고용보험 및 산업재해보상보험의 보험료징수 등에 관한 법률에 따른 보험 적용·징수업무, 근로복지기본법에 따른 복지사업, 고용정책 기본법에 따른 실업대책사업, 임금채권보장법에 따른 임금채권보장사업, 고용보험법에 따른 창업촉진지원사업, 진폐의 예방과 진폐근로자의 보호 등에 관한 법률에 따른 진폐업무, 업무상 재해를 입은 근로자의 요양과 재활 및 산업보건사업 등을 행함으로써 산업재해근로자의 치료와 근로자의 복지증진에 기여하기 위하여 1995년 5월에 설립되었다. 울산광역시 중구 종가로 340(교동)에 위치하고 있다. 근로복지넷등 다양한 사이트를 운영한다.

## 연혁
- 1977년 6월 2일: 근로복지공사 설립
- 1995년 5월 1일: 근로복지공단 설립(법률 제 4826호), 산재보험 및 근로복지사업 수행
- 1998년 7월 1일: 임금채권보장사업 수행
- 2000년 7월 1일: 산재보험 전 사업장 적용 확대
- 2010년 4월 28일: 근로복지공단, 한국산재의료원 통합
- 2010년 12월 1일: 퇴직연금사업 수행
- 2017년 1월 1일: 고용보험 피보험자격 관리업무 수행
- 2018년 1월 1일: 일자리안정자금지원사업 수행
- 2021년 4월 23일: 서울지역본부 관할지역 중 철원을 제외한 강원도(춘천,강릉,태백,영월지사)관할지역이 강원지역본부로 분리

## 조직
- 감사
  - 감사실
    - 감사부
    - 청렴윤리부

### 이사장
- 이사회
- 비서실
- 고객홍보실
  - 고객만족부
  - 홍보부

#### 기획이사
- 기획조정본부
  - 전략기획부
  - 성과평가부
  - 조직예산부
  - 법무지원부
- 정보화본부
  - 정보기획부
  - 정보인프라부
  - 경영정보부
  - 재정정보부
  - 급여정보부
  - 복지정보부
  - 의료정보부
  - 정보보안부
- 경영지원국
  - 운영지원부
  - 인사부
  - 노사협력부
  - 시설안전부

#### 일자리안정지원단
- 일자리안정계획부
- 일자리안정심사부

#### 급여재활이사
- 산재보상국
  - 보상계획부
  - 업무상질병부
  - 보험급여관리부
- 구상금협의조정위원회
  - 구상관리부
- 사회복귀지원국
  - 재활계획부
  - 산재요양부
  - 직업복귀지원부

#### 보험재정이사
- 보험재정국
  - 적용계획부
  - 보험가입부
  - 보험재정부
- 자격부과국
  - 근로자가입부
  - 부과운영부

#### 의료복지이사
- 의료사업본부
  - 의료계획부
  - 병원운영부
  - 진료지원부
- 복지연금국
  - 복지계획부
  - 퇴직연금부
  - 일가정양립지원부
  - 임금채권부

#### 산재심사위원회
- 심사지원부

#### 산재심사실
- 심사1부
- 심사2부

### 지역본부
- 서울지역본부(서울 전 지역,경기 북부(의정부시, 포천시, 양주시, 동두천시, 연천군, 남양주시, 구리시)강원 북부일부지역(철원군)
- 부산지역본부(부산 •울산 전 지역,경남 전 지역)
- 대구지역본부(대구• 경북 전 지역)
- 경인지역본부(인천 전 지역, 경기남부 전지역),경기북부 일부지역(고앙시, 파주시
- 광주지역본부(광주,전남•북 전 지역,제주 전 지역)
- 대전지역본부(대전•세종 전 지역, 충남•북 전 지역)
- 강원지역본부(강원 전 지역,경기 일부지역(가평군)(철원군 제외))

### 업무상질병판정위원회
- 서울업무상질병판정위원회
- 부산업무상질병판정위원회
- 대구업무상질병판정위원회
- 경인업무상질병판정위원회
- 광주업무상질병판정위원회
- 대전업무상질병판정위원회

## 기타 기관
- 인재 개발원
- 콜센터
- 근로복지연구원
- 재활공학연구소
- 직업환경연구원

## 지역 병원 및 요양병원
- 인천병원
- 안산병원
- 창원병원
- 순천병원
- 대전병원
- 태백병원
- 동해병원
- 대구병원
- 정선병원
- 경기산재요양병원

## 참고 자료
- 근로복지공단 - 알리오(공공기관 경영정보 공개시스템)

### 관련 웹사이트
- 희망드림 근로복지넷 보관됨 2022-06-30 - 웨이백 머신

### 관련 SNS
- 근로복지공단 - X
- 근로복지공단 - 페이스북
- 근로복지공단  - 공식 블로그